# Kim Graham
Kim Graham (Durham (Carolina del Norte), Estados Unidos, 26 de marzo de 1971) es una atleta estadounidense, especializada en la prueba de 4x400 m en la que llegó a ser campeona mundial en 1995.

## Carrera deportiva
En el Mundial de Gotemburgo 1995 ganó la medalla de oro en los relevos 4x400 metros, con un tiempo de 3:22.29 segundos, por delante de Rusia y Australia, siendo sus compañeras de equipo: Rochelle Stevens, Camara Jones y Jearl Miles.
Al año siguiente, ganó el oro en los JJ. OO. de Atlanta 1996, por delante de Nigeria y Alemania.